# Alessandro D'Errico
Alessandro D'Errico (* 18. listopadu 1950 Frattamaggiore) je italský římskokatolický duchovní, arcibiskup a bývalý diplomat.

## Život
Narodil se 18. listopadu 1950 ve Frattamaggiore.
Vstoupil do kněžského semináře v Averse. Po teologickém a filozofickém studiu na Papežské teologické fakultě Jižní Itálie byl 24. března 1974 biskupem Antoniem Cece vysvěcen na kněze a inkardinován do diecéze Aversa. Pokračoval ve studiu filosofie na Neapolské univerzitě, kanonického práva na Papežské lateránské univerzitě a diplomacie na Papežské církevní akademii.
Dne 5. března 1977 vstoupil do diplomatických služeb Svatého stolce. Působil na apoštolských nunciaturách v Thajsku, Brazílii, Řecku, Itálii a v Polsku. Dne 14. listopadu 1998 jej papež Jan Pavel II. jmenoval apoštolským nunciem v Pákistánu a titulárním arcibiskupem z Carini. Biskupské svěcení přijal 6. ledna 1999 z rukou papeže a spolusvětiteli byli arcibiskup Giovanni Battista Re a arcibiskup Francesco Monterisi.
Dne 21. listopadu 2005 byl papežem Benediktem XVI. ustanoven apoštolským nunciem v Bosně a Hercegovině a 17. prosince 2010 mu byla přidána nunciatura v Černé Hoře. Od 21. května 2012 byl nunciem v Chorvatsku.
Dne 27. dubna 2017 jej papež František jmenoval apoštolským nunciem na Maltě a 10. června také v Libyi. Dne 30. dubna 2022 přijal papež jeho rezignaci na post nuncia.